# Moriarty (gruppo musicale)
I Moriarty sono un collettivo blues formato nel 1995 da musicisti di origine francese, americana, svizzera e vietnamita nati per lo più in Francia da genitori statunitensi.
Il nome del collettivo deriva dal cognome di Dean, uno dei personaggi principali del romanzo di Jack Kerouac Sulla strada.

## Formazione
- Rosemary Standley alias Rosemary Moriarty (voce principale e chitarra)
- Thomas Puéchavy alias Tom Moriarty (armonica, fisarmonica, scacciapensieri)
- Arthur B. Gillette alias Arthur Moriarty (chitarra, pianoforte, tastiere e voce)
- Stephan Zimmerli alias Zim Moriarty (contrabbasso, chitarra e voce)
- Charles Carmignac alias Charles Moriarty (dobro e chitarra elettrica)

### Turnisti
- Vincent Talpaert (batteria e percussioni)
- Éric Tafani (batteria e percussioni)

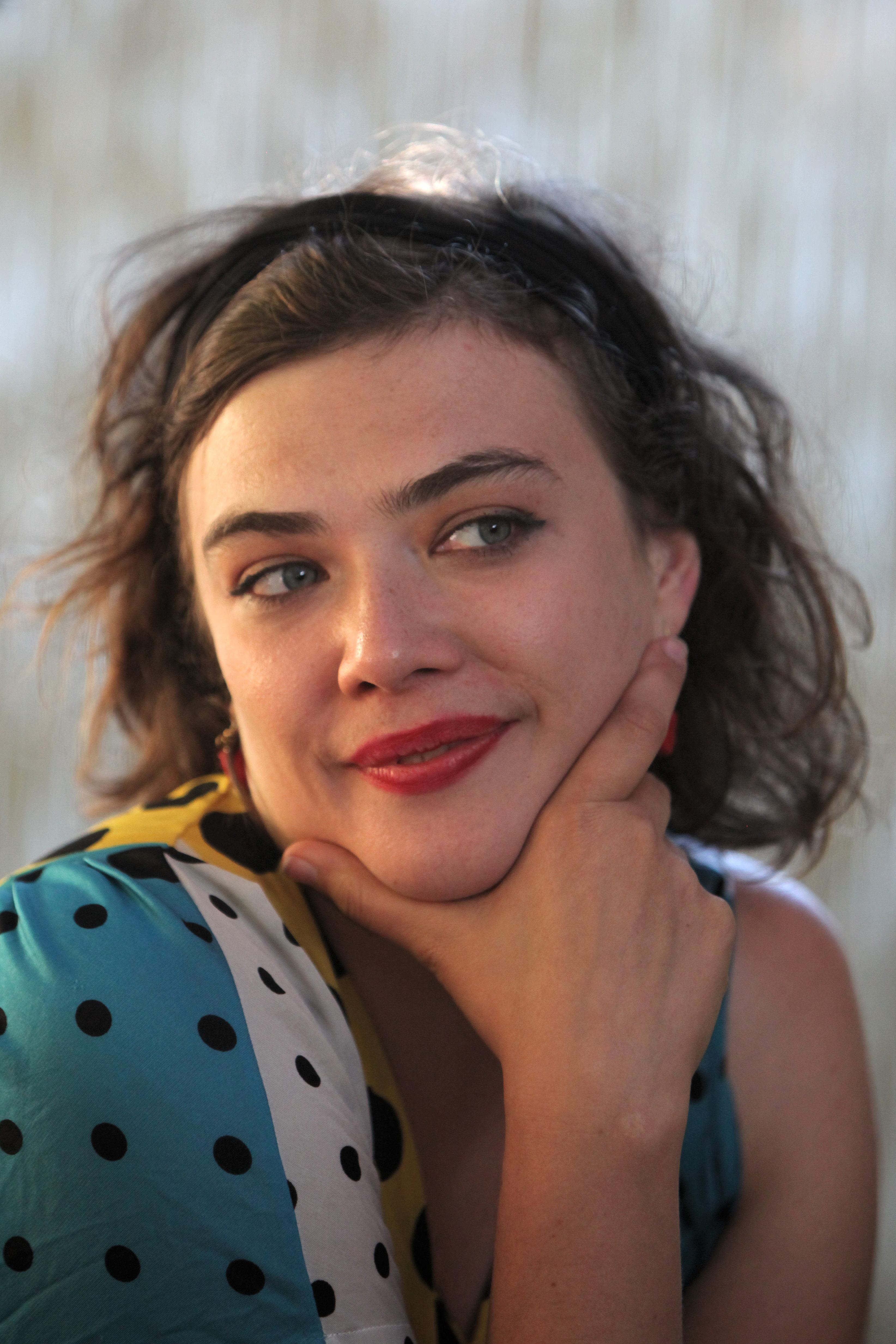
Rosemary Standley
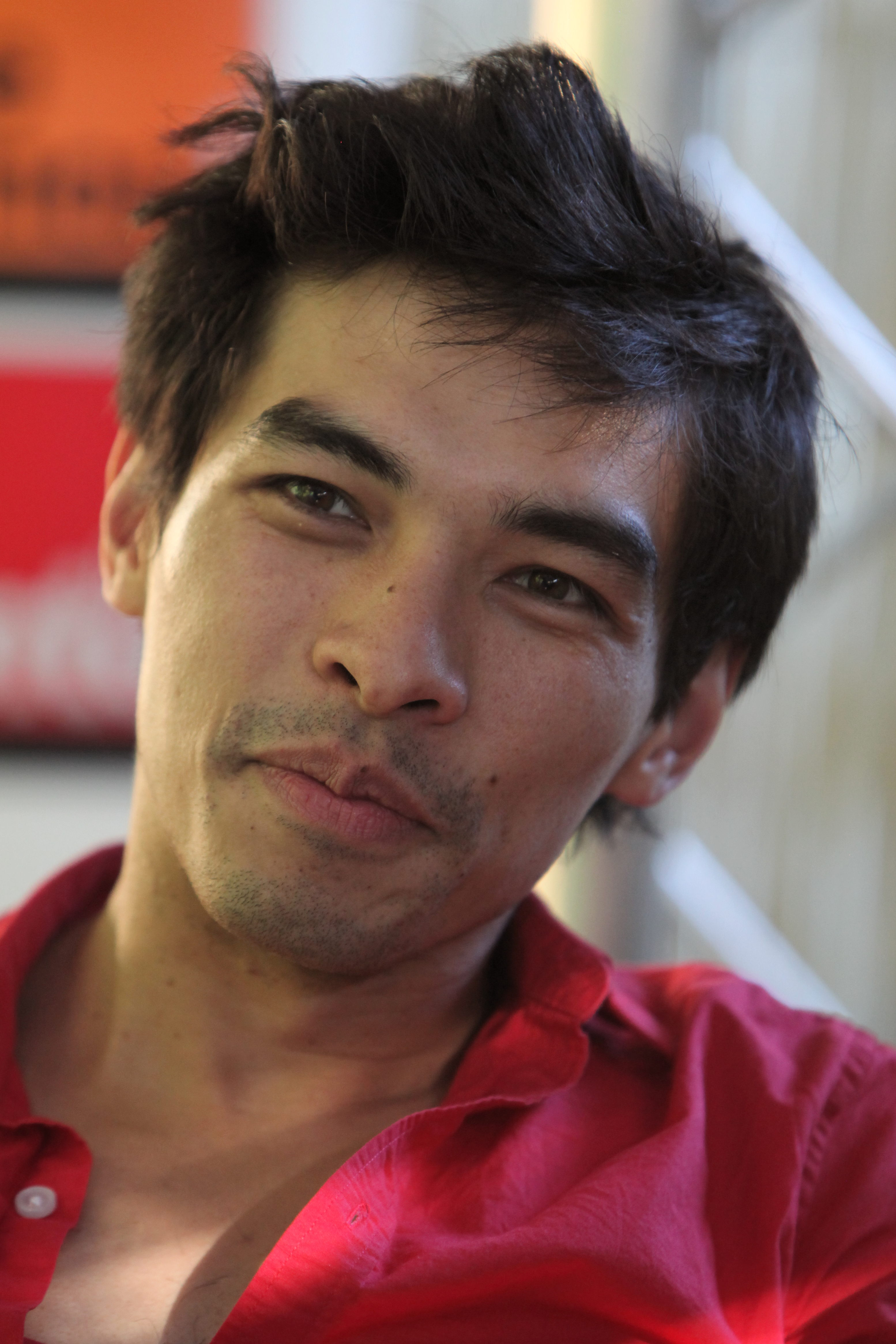
Stephan Zimmerli
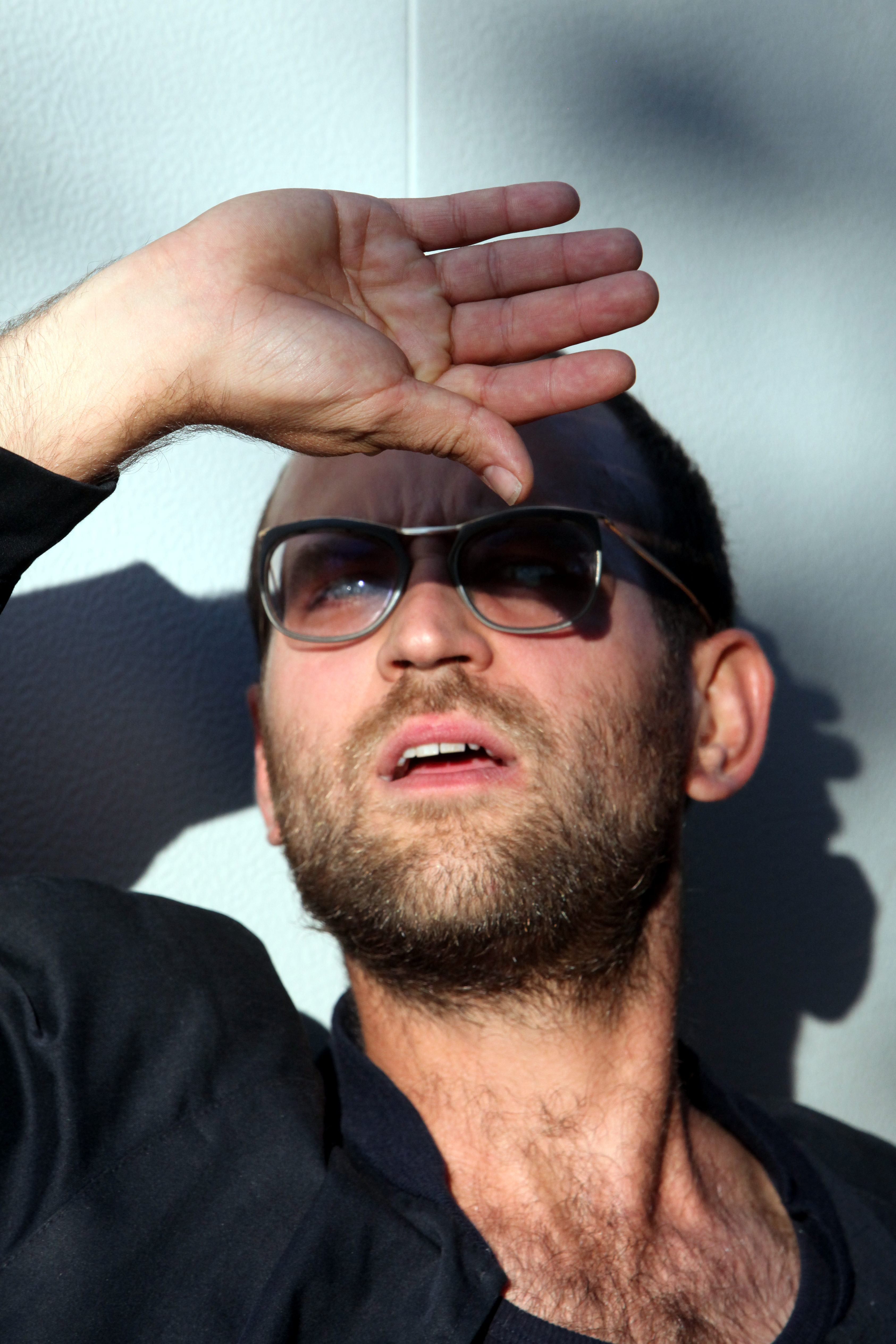
Thomas Puéchavy
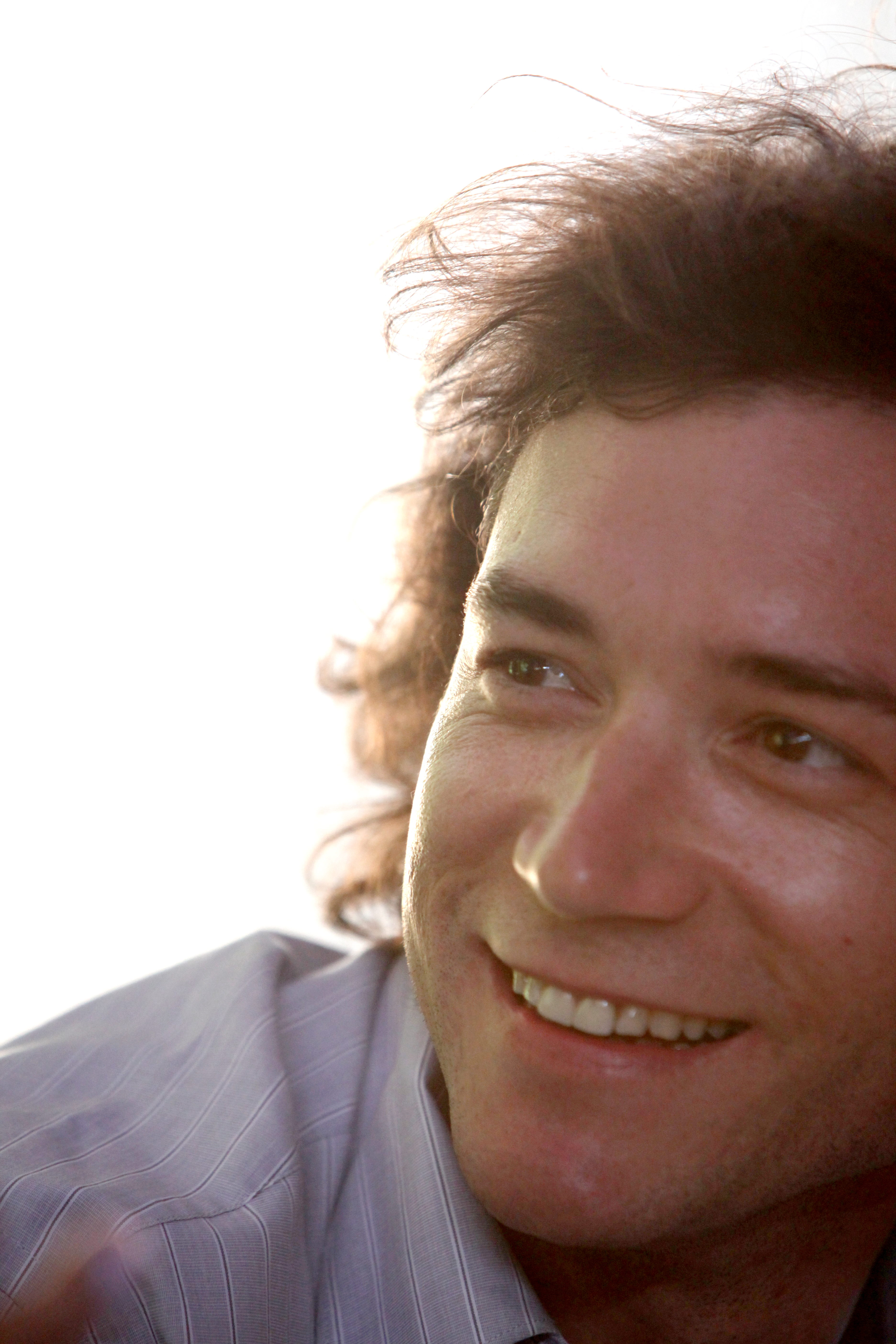
Charles Carmignac
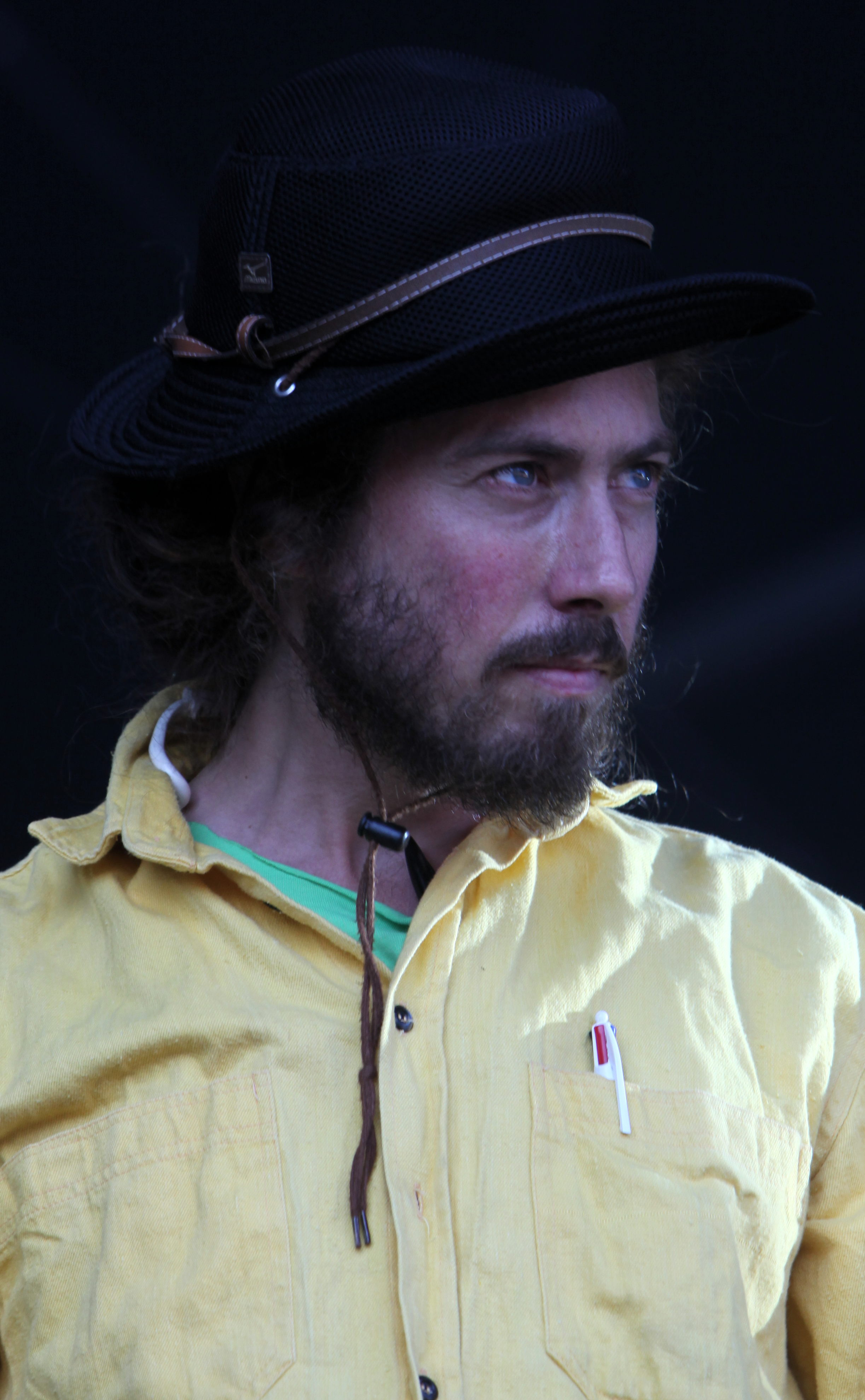
Arthur B. Gillette
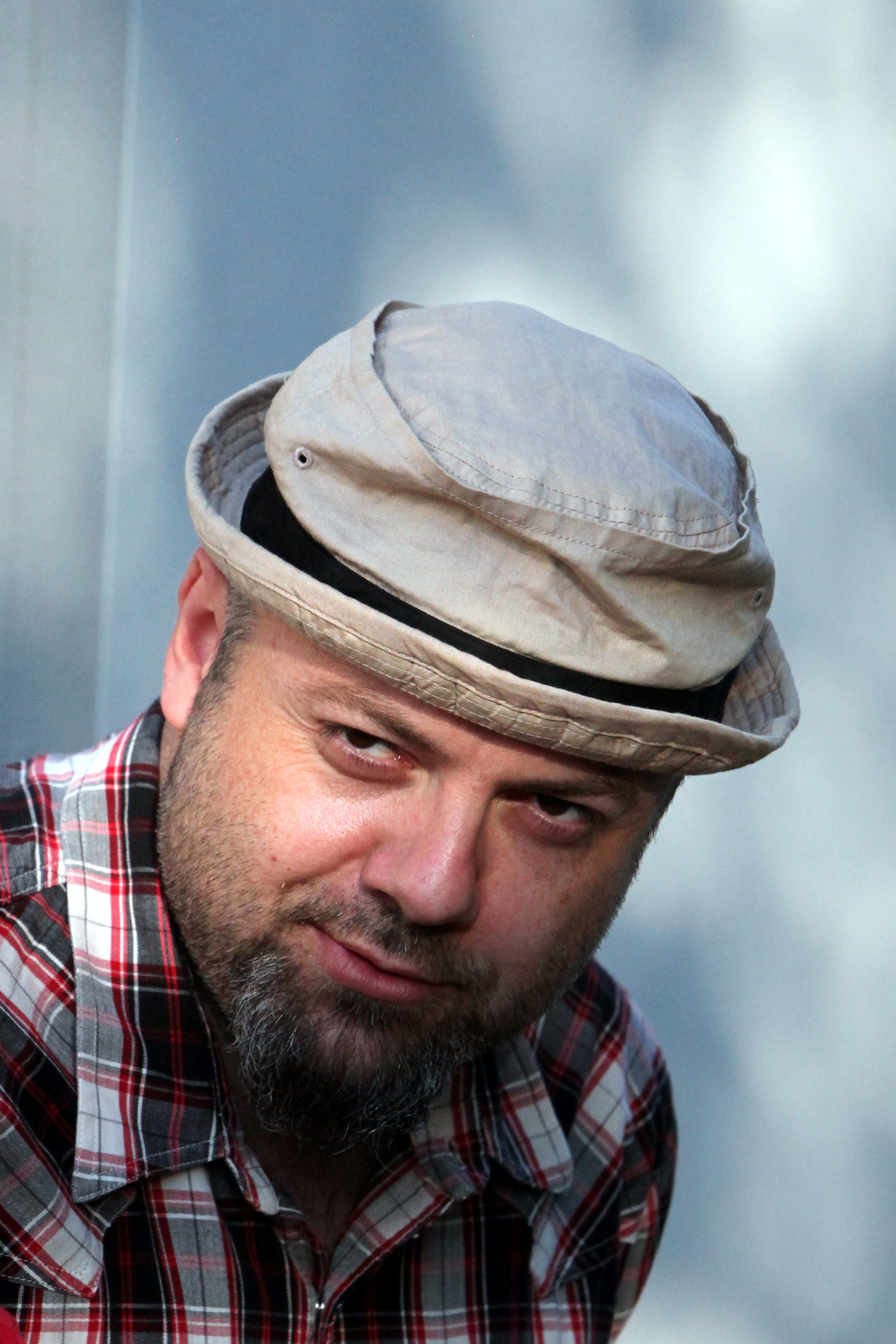
Vincent Talpaert

## Discografia

### Album in studio
| Album | Posizione in classifica | Posizione in classifica | Posizione in classifica | Certificazioni |
| Album | Francia                 | Belgio (Vallonia)       | Svizzera                | Certificazioni |
| --- | ----------------------- | ----------------------- | ----------------------- | -------------- |
| The Ghostless Takes - Pubblicazione: 2006 - Formato: EP - Etichetta: autoprodotto                                       | -                       | -                       | -                       |                |
| Gee Whiz But This Is a Lonesome Town - Pubblicazione: 2007 - Formato: LP - Etichetta: Naïve Records                     | 19                      | 99                      | -                       |                |
| The Missing Room - Formato: LP - Etichetta: Air Rytmo                                                                   | 14                      | 34                      | -                       |                |
| Moriarty Meets Mama Rosin - in collaborazione con Mama Rosin - Pubblicazione: 2013 - Formato: LP - Etichetta: Air Rytmo | -                       | -                       | -                       |                |
| Fugitives - Pubblicazione: ottobre 2013 - Formato: LP                                                                   | 24                      | 173                     | -                       |                |
| Epitaph - Pubblicazione: aprile 2015 - Formato: LP                                                                      | 7                       | -                       | 90                      |                |